# ناحية معرة مصرين
ناحية معرة مصرين إحدى نواحي سوريا تتبع إداريّاً لمحافظة إدلب منطقة إدلب ومركزها بلدة معرة مصرين وبلغ تعداد سكان الناحية 57,859 نسمة حسب التعداد السكاني لعام 2004.

## بلدات وقرى ناحية معرة مصرين
باتنته وبحوري وحرنبوش وحزانو والكفر (كفر يحمول) وكفر جالس وكفر نبي وكفريا وكفتين وكللي ومعرة مصرين ومعرة الإخوان ومورين ورام حمدان وتلتونة وزردنا (مشهد).